# 大金國志
《大金國志》記錄了金國從金太祖至金哀宗117年的歷史。共四十卷，分為本紀二十六卷，傳三卷，雜錄三卷，天文、地理、制度、風俗等七卷，行程錄一卷。
本書傳為南宋宇文懋昭所撰，但宇文懋昭其人其書一直存在爭議，本書附〈經進《大金國志》表〉稱於宋朝端平元年正月十五日奏上，實為金朝亡國（正月十日）後的第五日，成書過程離奇。據清代學者考證，是宋元期間傳抄的記載並雜以里巷傳聞編撰而成。一些学者认为宇文懋昭实有其人，但为元代底层文人，该书内容主要来自抄录的《三朝北盟会编》卷三、《金虏图经》和《松漠纪闻》辑撰而成。因其为杂抄群书编辑而成，抄录时对所抄书籍不加选择，将一些完全凭空捏造的伪书如《南迁录》也抄录其中，学界认为其为东拼西凑而成的低劣之作。